# Принцип космічної цензури
Принцип «космічної цензури» був сформульований 1969 року Роджером Пенроузом у такій образній формі: «Природа відчуває відразу до голої сингулярності». Принцип твердить, що сингулярності простору-часу виникають у таких місцях, які приховані від спостерігачів (подібно до внутрішніх ділянок чорних дір). Цей принцип досі не доведено, і є підстави сумніватися в його абсолютній правильності (наприклад, колапс пилової хмари з великим кутовим моментом призводить до «голої сингулярності», але невідомо, чи стабільний цей розв'язок рівнянь Ейнштейна).
Формулювання Пенроуза (сильна форма космічної цензури) стверджує, що простір-час у цілому є глобально гіперболічним.
Пізніше Стівен Гокінг запропонував інше формулювання (слабку форму космічної цензури), яка стверджує тільки глобальну гіперболічність «майбутнього» компоненту простору-часу[джерело?].